# 애디론댁 뱅크 센터
애디론댁 뱅크 센터(Adirondack Bank Center)은 미국 뉴욕주 유티카에 위치한 실내 경기장이다. 과거 AHL 유티카 데블스의 홈경기장으로 사용했으며, 현재 AHL 유티카 코메츠의 홈경기장으로 사용되고 있다.